# انجمن ملی زبان‌های بومی مکزیک
انجمن ملی زبان‌های بومی مکزیک با نام رسمی (Instituto Nacional de Lenguas Indígenas) و نام مخفف (INALI) یک آژانس فدرال عمومی در کشور مکزیکی است که در سال ۲۰۰۳ در کشور مکزیک تأسیس شد. هدف این آژانس نجات زبان‌های در معرض خطر و ارتقا کاربرد روزانه و عمومی تمامی ۶۸ زبانی‌ست که بین سرخپوستان کشور مکزیک به عنوان زبان اول کاربرد دارد. این زبان‌ها همگی از زبان‌های بومی آمریکا بشمار می‌روند.

## منبع
- Instituto Nacional de Lenguas Indígenas